# Саффедин, Тарек
Таре́к Робе́р Саффеди́н (фр. Tarec Robert Saffiedine; род. 6 сентября 1986, Брюссельский столичный регион) — бельгийский боец смешанного стиля, представитель полусредней весовой категории. Выступал на профессиональном уровне в период 2007—2017 годов, известен по участию в турнирах бойцовских организаций UFC, Strikeforce, Dream и др. Владел титулом чемпиона Strikeforce в полусреднем весе.

## Биография
Тарек Саффедин родился 6 сентября 1986 года в Брюсселе, Бельгия. Его отец-ливанец в своё время эмигрировал в Бельгию с целью изучения офтальмологии, мать — бельгийка.
Детство провёл в коммуне Волюве-Сен-Ламбер. По наставлению отца Тарек с юных лет практиковал восточные единоборства: тхэквондо, дзюдо, вин-чун. Кроме того, играл в баскетбол.
Под впечатлением от японской манги Tough в возрасте 16 лет начал осваивать карате, в 2005 году получил чёрный пояс по полноконтактному карате, где разрешены удары, броски, добивание в партере.
В молодости также выступал в любительском кикбоксинге, одержал 12 побед, потерпел одно поражение, тогда как в одном случае была зафиксирована ничья. Позже проходил подготовку в США, выучил техники бразильского джиу-джитсу и тайского бокса, освоил борьбу. Один из тренеров прозвал его Губкой (англ. Sponge) за впечатляющую способность впитывать любые знания.
Прежде чем начать зарабатывать в ММА, сменил множество профессий: в разное время работал в ресторане, в кинотеатре, был садовником и охранником.

### Начало профессиональной карьеры
Дебютировал в смешанных единоборствах на профессиональном уровне в марте 2007 года, в первом же раунде принудил своего соперника к сдаче с помощью болевого приёма «кимура». Однако в следующем поединке проиграл единогласным решением судей.
С января 2008 года постоянно проживал в Соединённых Штатах, проходил подготовку в зале известной американской команды Team Quest. Провёл несколько успешных поединков в небольших промоушенах Канады и США.
В 2009 году провёл два боя в крупной японской организации Dream, выиграл здесь у местного японского бойца Сэити Икэмото, но проиграл титулованному корейскому дзюдоисту Юн Дон Сику.

### Strikeforce
Вернувшись в 2010 году в США, подписал контракт с крупной американской организацией Strikeforce, где впоследствии одержал победу в семи поединках из восьми проведённых — единственное поражение потерпел в январе 2011 года единогласным решением от Тайрона Вудли.
На последнем турнире Strikeforce в январе 2013 года в главном бою вечера встретился с действующим чемпионом организации в полусредней весовой категории Нейтом Марквардтом. Противостояние между ними продлилось все отведённые пять раундов, в итоге судьи единогласным решением отдали победу Саффедину — таким образом он стал последним чемпионом промоушена в полусреднем весе.

### Ultimate Fighting Championship
Когда в 2013 году организация Strikeforce была поглощена более крупным игроком на рынке смешанных единоборств Ultimate Fighting Championship, все сильнейшие бойцы оттуда автоматически перешли на контракт к новому владельцу, в том числе перешёл и Тарек Саффедин. В дебютном поединке в октагоне UFC в январе 2014 года он по очкам победил корейца Лим Хён Гю, заработав при этом бонус за лучший бой вечера. Порталом MMAJunkie.com их противостояние было также признано лучшим боем месяца.
В октябре 2014 года вышел в клетку против канадца Рори Макдональда, в третьем раунде пропустил апперкот в голову и ещё несколько сильных ударов, в результате чего впервые в карьере проиграл досрочно техническим нокаутом.
Из-за череды травм долгое время не имел соревновательной практики. Наконец, в январе 2016 года вернулся в ММА, выиграв единогласным судейским решением у американца Джейка Элленбергера. Позже в том же году по очкам уступил Рику Стори и Ким Дон Хёну.
В июне 2017 года на турнире в Сингапуре единогласным решением проиграл бывшему чемпиону в лёгком весе бразильцу Рафаэлу дус Анжусу.

## Статистика в профессиональном ММА
| Боёв 23  | Побед 16 | Поражений 7 |
| -------- | -------- | ----------- |
| Нокаутом | 1        | 1           |
| Сдачей   | 5        | 0           |
| Решением | 10       | 6           |

| Результат | Рекорд | Соперник          | Способ                     | Турнир                                          | Дата             | Раунд | Время | Место                | Примечание                                             |
| --------- | ------ | ----------------- | -------------------------- | ----------------------------------------------- | ---------------- | ----- | ----- | -------------------- | ------------------------------------------------------ |
| Поражение | 16-7   | Рафаэл дус Анжус  | Единогласное решение       | UFC Fight Night: Holm vs. Correia               | 17 июня 2017     | 3     | 5:00  | Каланг, Сингапур     |                                                        |
| Поражение | 16-6   | Ким Дон Хён       | Раздельное решение         | UFC 207                                         | 30 декабря 2016  | 3     | 5:00  | Лас-Вегас, США       |                                                        |
| Поражение | 16-5   | Рик Стори         | Единогласное решение       | UFC Fight Night: Almeida vs. Garbrandt          | 29 мая 2016      | 3     | 5:00  | Лас-Вегас, США       |                                                        |
| Победа    | 16-4   | Джейк Элленбергер | Единогласное решение       | UFC on Fox: Johnson vs. Bader                   | 30 января 2016   | 3     | 5:00  | Ньюарк, США          |                                                        |
| Поражение | 15-4   | Рори Макдональд   | TKO (удары руками)         | UFC Fight Night: MacDonald vs. Saffiedine       | 4 октября 2014   | 3     | 1:28  | Галифакс, Канада     |                                                        |
| Победа    | 15-3   | Лим Хён Гю        | Единогласное решение       | UFC Fight Night: Saffiedine vs. Lim             | 4 января 2014    | 5     | 5:00  | Марина-Бэй, Сингапур | Бой вечера.                                            |
| Победа    | 14-3   | Нейт Марквардт    | Единогласное решение       | Strikeforce: Marquardt vs. Saffiedine           | 12 января 2013   | 5     | 5:00  | Оклахома-Сити, США   | Выиграл титул чемпиона Strikeforce в полусреднем весе. |
| Победа    | 13-3   | Роджер Боулинг    | Единогласное решение       | Strikeforce: Rousey vs. Kaufman                 | 18 августа 2012  | 3     | 5:00  | Сан-Диего, США       |                                                        |
| Победа    | 12-3   | Тайлер Стинсон    | Раздельное решение         | Strikeforce: Rockhold vs. Jardine               | 7 января 2012    | 3     | 5:00  | Лас-Вегас, США       |                                                        |
| Победа    | 11-3   | Скотт Смит        | Единогласное решение       | Strikeforce: Fedor vs. Henderson                | 30 июля 2011     | 3     | 5:00  | Хофман-Эстейтс, США  |                                                        |
| Поражение | 10-3   | Тайрон Вудли      | Единогласное решение       | Strikeforce Challengers: Woodley vs. Saffiedine | 7 января 2011    | 3     | 5:00  | Нашвилл, США         |                                                        |
| Победа    | 10-2   | Брок Ларсон       | Единогласное решение       | Shark Fights 13: Jardine vs Prangley            | 11 сентября 2010 | 3     | 5:00  | Амарилло, США        |                                                        |
| Победа    | 9-2    | Нейт Мур          | KO (удар рукой)            | Strikeforce Challengers: Lindland vs. Casey     | 21 мая 2010      | 2     | 1:21  | Портленд, США        |                                                        |
| Победа    | 8-2    | Джеймс Терри      | Единогласное решение       | Strikeforce Challengers: Johnson vs. Mahe       | 26 февраля 2010  | 3     | 5:00  | Сан-Хосе, США        | Вернулся в полусредний вес.                            |
| Поражение | 7-2    | Юн Дон Сик        | Раздельное решение         | Dream 12                                        | 25 октября 2009  | 3     | 5:00  | Осака, Япония        | Бой в среднем весе.                                    |
| Победа    | 7-1    | Сэити Икэмото     | Единогласное решение       | Dream 10                                        | 20 июля 2009     | 2     | 5:00  | Сайтама, Япония      |                                                        |
| Победа    | 6-1    | Майк Арельяно     | Сдача (американа)          | War Gods 5                                      | 30 мая 2009      | 1     | 2:44  | Алпайн, США          |                                                        |
| Победа    | 5-1    | Скотт Роуз        | Сдача (треугольник руками) | Long Beach Fight Night 4                        | 19 апреля 2009   | 1     | 0:58  | Лонг-Бич, США        |                                                        |
| Победа    | 4-1    | Рич Бондок        | Сдача (рычаг локтя)        | Ultimate Cage Wars 12                           | 27 июня 2008     | 1     | 2:18  | Виннипег, Канада     |                                                        |
| Победа    | 3-1    | Раймон Жарман     | Единогласное решение       | Shooto Belgium: Encounter the Braves            | 15 декабря 2007  | 3     | 5:00  | Шарлеруа, Бельгия    |                                                        |
| Победа    | 2-1    | Себастьен Гранден | Сдача (рычаг локтя)        | Xtreme Gladiators 3                             | 9 июня 2007      | 1     | 2:38  | Париж, Франция       |                                                        |
| Поражение | 1-1    | Камиль Уигун      | Единогласное решение       | Night of the Gladiators                         | 21 апреля 2007   | 2     | 5:00  | Бракель, Бельгия     |                                                        |
| Победа    | 1-0    | Гийом Жанвье      | Сдача (кимура)             | Shooto Belgium: Consecration                    | 31 марта 2007    | 1     | 1:15  | Шарлеруа, Бельгия    |                                                        |